# Tallahassee Tennis Challenger 2007
Il Tallahassee Tennis Challenger 2007 è stato un torneo di tennis facente parte della categoria ATP Challenger Series nell'ambito dell'ATP Challenger Series 2007. Il torneo si è giocato a Tallahassee negli Stati Uniti dal 2 all'8 aprile 2007 su campi in cemento e aveva un montepremi di 50 000 $.

## Vincitori

### Singolare
Jo-Wilfried Tsonga ha battuto in finale  Rik De Voest con il punteggio di 6–3, 6–2

### Doppio
Izak Van der Merwe /  Wesley Whitehouse hanno battuto in finale  John Paul Fruttero /  Mirko Pehar con il punteggio di 6–3, 6–4